# ポール＝サン＝ペール
ポール＝サン＝ペール （Port-Saint-Père）は、フランス、ペイ・ド・ラ・ロワール地域圏、ロワール＝アトランティック県のコミューン。

## 地理

県の地図上におけるポール＝サン＝ペール

ポール＝サン＝ペールはグラン・リュー湖に近い。ナントの25km南西、ポルニックの東30kmのところにある。
2010年にINSEEがまとめた順位表によると、ポール＝サン＝ペールは都市的地域に含まれ、ナント都市圏とナント＝サン＝ナゼール都市圏に一部が含まれている。

## 由来
ポール＝サン＝ペールとは、『聖ピエールの門』を意味するラテン語Portus Sancti Petriに由来する。地元で話されるオイル語の一種であるガロ語では、Port-Saent-Pèrrとなる。フランス革命時代の名称は、ポール＝ブーレ（Port-Boulay）であった。

## 歴史
コミューンは歴史的なブルターニュの一部である。伝統的な地方区分ではペイ・ド・レに含まれ、歴史的な地方区分ではペイ・ナンテに含まれる。
第二次世界大戦末期、サン・ナゼール・ポケットが存在したために、フランス占領は長引き、ロワール川河口隣接地域同様にポール＝サン＝ペールは解放されるまで9ヶ月以上かかった。ドイツが降伏して3日たって、サン・ナゼール・ポケットのドイツ軍はようやく降伏したのである。

## 人口統計
| 1962年 | 1968年 | 1975年 | 1982年 | 1990年 | 1999年 | 2006年 | 2011年 |
| ------ | ------ | ------ | ------ | ------ | ------ | ------ | ------ |
| 1349   | 1361   | 1370   | 1716   | 1695   | 2141   | 2533   | 2820   |

参照元:1999年までEHESS、2004年以降INSEE